# كريس كوارد
كريس كوارد (بالإنجليزية: Chris Coward)‏ هو لاعب كرة قدم بريطاني في مركز الهجوم، ولد في 23 يوليو 1989 في Crumpsall ‏ في المملكة المتحدة. لعب مع أشتون يونايتد وستوكبورت كونتي ونادي هايد إف سي ونورثويتش فيكتوريا.

## وصلات خارجية
- كريس كوارد على موقع قاعدة بيانات كرة القدم.إي يو (الإنجليزية)
- كريس كوارد على موقع Soccerbase.com (لاعب) (الإنجليزية)